# Стрижак Олексій Сильвестрович
Стрижак Олексій Сильвестрович (*19 вересня 1925 р., с. Спас — †29 березня 2006 р.) — український мовознавець-ономаст, громадський діяч, член «Руху», кандидат наук з філології, старший науковий співробітник Інституту української мови АН України, лауреат премії І. Я. Франка.

## Життєпис
Народився в селянській родині в селі Спас Вільнянського району Запорізької області. Навчався у середній загальноосвітній школі у 1933—1941 роках.
Займався сільськогосподарською працею у 1941—1944 роках.
Служив в лавах армії СРСР та був учасником Другої світової війни у 1944—1950 роках.
Працював на заводі «Дніпроспецсталь» у м. Запоріжжі у 1950—1955 роках. Паралельно з цим був студентом філологічного факультету Дніпропетровського університету у 1952—1955 роках.
Працював вчителем української мови у Чортківському районі Тернопільської області в 1955—1957 роках.
Був аспірантом кафедри української мови Дніпропетровського університету в 1957—1960 роках, куди був запрошений професором Василем Ващенком. Опрацьовував під його керівництвом тему «Топонімія Полтавщини», яка на пропозицію Кирила Цілуйка була переформульована: «Гідронімія Середньонаддніпрянського Лівобережжя» і в 1965 р. успішно захищена.
Запрошений Кирилом Цілуйком на роботу до Інституту мовознавства ім. О. О. Потебні АН України 1 листопада 1960 р.. Почав наукову діяльність під керівництвом К. Цілуйка, спочатку молодшим, а з 1971 р. старшим науковим співробітником. Став автором шести монографій.

## Праці
- «Назви річок Полтавщини», 1963 р.;
- «Назви річок Запоріжжя і Херсонщини (Нижньонаддніпрянське Лівобережжя)», 1967 р.;
- «Назви розповідають», м. Київ, вид. «Знання», 1967 р., 39 с.;
- «Про що розповідають географічні назви (Сліди народів на карті УРСР)», м. Київ, вид. «Наукова думка», 1967 р., 127 с.
- Словник гідронімів України. — К.: Наук. думка, 1979. — 435 с. (співукладач і відп. редактор);
- «Етнонімія Геродотової Скіфії» (1988 р.);
- «Етнонімія Птолемеєвої Сарматії. У пошуках Русі» (1991 р.)